# Javier Lara
Javier Lara Grande (ur. 4 grudnia 1985 w Montoro) – hiszpański piłkarz występujący na pozycji pomocnika w Linares.